# Louis Édouard Bureau
Louis Édouard Bureau (* 25 de maig de 1830 Nantes - 14 de desembre de 1918, París) va ser un metge i botànic francès.
Va començar els seus estudis mèdics a Nantes, l'any 1848, on va ser director del "Muséum de Nantes". Completa la seva carrera de medicina a París el 1852. L'any 1872, obté un lloc com a naturalista assistent en el Muséum national d'histoire naturelle al Laboratori d'Adolphe Brongniart, reemplaçant a Edmond Tulasne.
L'any 1874, és ratificat en un nou lloc gerencial sobre taxonomia. Al començament de 1875, és director dels herbaris del museu. Va ser professor en el museu de 1874 fins al seu retir en 1905, sent succeït per Paul Henri Lecomte.
Bureau va ser un dels fundadors de la Societat Entomològica de França, sent el seu president en 1875, 1883, 1902 i 1905.
L'any 1895 és triat per a la "Acadèmia de Medicina de França". De 1895 a 1917, va ser membre del Comitè de treballs històrics i científics.
Va ser contribuent significatiu al Dictionnaire de Botanique de Henri Ernest Baillon. Escriu els capítols de Moraceae, incloent a les Artocarpeae (tribu de les Artocarpus altilis); del volum XVII (1873) de Prodromus systematis naturalis regni vegetabilis (Sistema natural preliminar per al Regne vegetal) d'Augustin Pyramus de Candolle
Juntament amb Karl Moritz Schumann, escriu sobre la secció Bignoniaceae del Volum VIII de Carl Friedrich Philipp von Martius Flora brasiliensis.
Bureau es va interessar particularment en paleobotànica, fent importants increments dels assumptes paleontològics del museu.
Entre 1910 i 1914 publicà dos volums sobre fòssils de la conca del Loire i l'any 1911, publica un treball específicament sobre la flora del Devonià d'aquella zona.

## Honors
- President de la Société Botanique de France, en tres períodes: 1875, 1883, 1902

### Epònims
- (Ericaceae) Rhododendron bureavii Franch., del complex grup taxonómic de les elepidotes (no escamosos) rhododendrons, es va nomenar en el seu honor i es va basar en espècimens portats de la Xina a la seva col·lecció privada.[3]
- (Bignoniaceae) Tabebuia bureauvii Sandwith[4]
- (Euphorbiaceae) Baloghia bureavii Schltr.[5]
- (Sterculiaceae) Pterygota bureavii Pierre[6]

## Publicacions
- Monographie des Bignoniacées: ou histoire générale et particulière des plantes qui composent cet ordre naturel, 1864 OCLC 5932136
- Amb Adrien René Franchet (1834-1900) Plantes nouvelles du Thibet et de la Chine occidentale : recueillies pendant le voyage de M. Bonvalot et du Prince Henri d'Orléans en 1890, 1891 OCLC 25054778
- De la famille des Loganiacées et des plantes qu'elle fournít a la médecine. 1856
- Notice sur les travaux scientifiques de M. É. Bureau. 1901, 1864
- Révision du genre Catalpa. 1894
- Bassin houiller de la basse Loire. 1910–1914, Études des gîtes minéraux de la France
- Notice sur la géologie de la Loire-Inférieure… avec listes des végétaux fossiles publicado en Nantes et la Loire inférieure, III Imprimerie Grimaud, Nantes (1900), pp. 99–522